# ودي جونسون
ودي جونسون (بالإنجليزية: Woody Johnson)‏ هو شخصية أعمال ورائد أعمال أمريكي، ولد في 12 أبريل 1947 في نيو برونزويك في الولايات المتحدة. هو صاحب نادي نيويورك جتس الذي يلعب في الدوري الوطني لكرة القدم الأمريكية بالشراكة مع شقيقه، كريستوفر، والرئيس التنفيذي لشركة جونسون المسجلة، وهي شركة استثمار خاصة تأسست في عام 1978.

## سنوات حياته الأولى
ولد جونسون في مدينة نيو برونزويك، نيوجيرسي، الولايات المتحدة. هو ابن بيتي (وولد) وروبرت وود جونسون الثالث، رئيس شركة جونسون آند جونسون لأربعة أعوام. ترعرع جونسون مع أربعة أخوة وأخوات ، كيث جونسون، وبيلي جونسون، وإليزابيث «ليبت» جونسون، وكريستوفر وولد جونسون، في المناطق الثرية التابعة لولاية نيو جيرسي الشمالية، والتحق بمدرسة ميلبروك. تخرج من جامعة أريزونا. ومن ثم امتلك بعض الوظائف الصيفية الوضيعة في جونسون آند جونسون على أمل أن يصعد إلى قمة الشركة العائلية.

## المسيرة المهنية

### الرياضة
في يناير من عام 2000، اشترى جونسون نادي جتس مقابل 635 مليون دولار، إذ كان آنذاك ثالث أعلى سعر بالنسبة لفريق رياضي محترف والأعلى على الإطلاق بالنسبة لفريق رياضي محترف من نيو يورك. زاد جونسون على العرض البالغ 612 مليون دولار الذي قدمه تشارلز دولان، صاحب قاعة ماديسون سكوير جاردن، ونادي نيو يورك نيكس، وفريق نيو يورك رينجرز. قدرت مجلة فوربس قيمة الفريق في سبتمبر عام 2019 بمبلغ قدره 3.2 مليار دولار.
بعد شرائه نادي الجتس، أعلن جونسون عن خططه لنقله إلى الملعب المقترح ويست سايد في منهاتن. وعلى الرغم من ذلك، فبعد فشل المشروع عام 2005، أعلن جونسون عن انتقال نادي الجتس إلى ملعب جديد في مجمع ميدولاندز ليكون شريكًا مساويًا لنادي الجاينتس. افتتح الملعب الجديد أبوابه في 10 أبريل، 2010، بحقوق تسمية ترجع إلى شركة ميتلايف. عمل جونسون في اللجنة المعنية بالبحث عن مفوض للدوري الوطني لكرة القدم الأمريكية التي قلصت بدورها قائمة 185 مرشح لخلافة بول تاليبو ليقع اختيارها النهائي على روجر غودل.

### المشاريع الجريئة الخاصة والمشكلات القانونية
يشغل جزنسون منصب الرئيس والرئيس التنفيذي لشركة جونسون المسجلة، شركة استثمار خاصة تأسست عام 1978. في عام 2006، طُلب من جونسون الإدلاء بشهادته أمام اللجنة الفرعية الدائمة التابعة لمجلس الشيوخ المعنية بالتحقيقات بشأن مشاركته في خطة هدفها التجنب الضريبي. أظهر تقرير صادر عن مجلس الشيوخ أن جونسون، جنبًا إلى جنب مع آخرين، تمكن من شراء، مقابل رسوم قليلة نسبيًا، ما يقارب ملياري دولار من الخسائر الرأسمالية التي استخدموها لمحو المكاسب الخاضعة للضريبة التي جنوها من مبيعات الأسهم. خسرت وزارة الخزانة الأمريكية نتيجةً لذلك ما يقدر بنحو 300 مليون دولار من الإيرادات. وفي بيانٍ له، قال جونسون إن محامييه أخبروه في عام 2000 بأن الصفقة «كانت على اتساق مع قانون الضرائب». بعد أن طعنت دائرة الإيرادات الداخلية في ما قاله، سوّى جونسون حسابه معها ووافق على دفع 100% من الضرائب نظرًا للفائدة الإضافية.
كان جونسون رئيسًا للجنة وحدة ما قبل التجهيز الخاصة بسفينة يو إس إس نيو يورك التابعة لفئة سفن سان أنطونيو.

## وصلات خارجية
- ودي جونسون على موقع إن إن دي بي (الإنجليزية)